# Claire-Clémence de Maillé
Pour les articles homonymes, voir Maillé et Brézé (homonymie).
 (décembre 2011).
Claire-Clémence de Maillé, princesse de Condé, née le 25 février 1628 à Brézé et morte le 16 avril 1694 à Châteauroux, nièce du cardinal de Richelieu, est fiancée de 1633 à 1641, puis épouse de 1641 à 1686 de Louis, duc d'Enghien, puis prince de Condé, le Grand Condé.
De 1671 à sa mort, subissant les effets d'un scandale de mœurs, elle est contrainte par son époux, puis par son fils, de vivre recluse dans une demeure des Condé à Châteauroux.

## Biographie

### Origines familiales et formation
Claire-Clémence de Maillé descend de la maison de Maillé ; elle est la fille d'Urbain de Maillé, marquis de Brézé et de Nicole du Plessis de Richelieu, sœur du cardinal de Richelieu, premier ministre de Louis XIII.
Son frère aîné, Jean-Armand (1619-1646), grand maître de la navigation est tué à 26 ans à la bataille d'Orbitello.

### Des fiançailles politiques avec un prince du sang
En 1633, elle est fiancée à l'âge de cinq ans par son oncle le cardinal de Richelieu au prince du sang Louis II de Bourbon-Condé, duc d'Enghien, qui deviendra le Grand Condé.
Sous prétexte d'éducation, elle est enlevée à sa famille et confiée à Mme Boutillier, femme du surintendant, qui lui donne une instruction médiocre.
L'union de sa nièce, demoiselle noble mais pas de famille royale, avec un prince du sang permet au cardinal de caresser l'espoir de placer un membre de sa famille sur le trône de France. En effet, au bout de 20 ans de mariage, l'union du roi Louis XIII et avec Anne d'Autriche est restée stérile. La discorde des époux royaux est bien connue et d'ailleurs entretenue par le cardinal. D'autre part, le frère du roi, Gaston d'Orléans, veuf, n'a qu'une fille de son premier mariage. Il a épousé en secondes noces la princesse Marguerite de Lorraine, sans l'autorisation du roi. Le cardinal pousse donc Louis XIII à ne pas reconnaître la validité du mariage. Les époux restent longtemps séparés, le prince vivant en France et la princesse aux Pays-Bas espagnols. Le cardinal peut raisonnablement espérer que le trône reviendra un jour au prince de Condé et que sa nièce sera de ce fait reine de France.
Mais, en 1638, naît le premier fils de Louis XIII, Louis, puis un second en 1640, Philippe.

### Un mariage pas très heureux (1641)
Le mariage est pourtant réalisé en 1641, conformément aux engagements entre les deux familles, mais contre la volonté des deux fiancés, âgés de 20 et 13 ans, qui n'ont aucun attrait l'un pour l'autre. Le duc d'Enghien, fier de son sang et amoureux ailleurs, proteste inutilement contre la violence que lui fait subir son père, Henri II de Bourbon-Condé.
Le contrat de mariage est conclu à Milly-le-Meugon et le mariage célébré le 11 février 1641 au Palais Cardinal.
En 1642, Richelieu meurt, laissant la place au cardinal Mazarin, dont le rôle devient considérable après la mort de Louis XIII en 1643 : il gouverne le pays en accord avec la régente Anne d'Autriche.
Méprisée par son mari, Claire-Clémence donne naissance en 1643 à un fils, Henri-Jules. Cette maternité ne rapproche pas les époux.
Durant la décennies des années 1640, le duc d'Enghien se consacre principalement à la guerre, devenant en 1643 le vainqueur de Rocroi. Il devient aussi prince de Condé en 1646, à la mort de son père : le Grand Condé.

### La réconciliation durant la Fronde
La période de la Fronde va permettre au couple de se rapprocher dans l'adversité.
Lors de la disgrâce du Grand Condé au cours de la Fronde, quand son mari est arrêté et emprisonné au château de Vincennes, elle s'illustre par sa conduite énergique et dévouée, poursuivant la lutte, soulevant ses amis, tenant tête au danger, bravant la colère du roi, les ordres de Mazarin et les menaces populaires.
Pour se rendre au château fort de Montrond[pas clair], le cardinal lui a tracé un long itinéraire partant de Bordeaux et passant par le Poitou, l'Anjou et la Touraine. Elle s'arrête à Milly ; elle utilise son trop court séjour pour recruter de toutes parts des amis à son époux prisonnier d'État. Pendant que le fidèle intendant des Condé, Pierre Lenet, parcourt la France et l'Espagne, et met Montrond en état de soutenir un siège en règle qu'il faudra plus d'une année à l'armée française pour faire lever, Claire-Clémence rassemble autour d'elle ses affidés, leur offre à Milly des fêtes splendides à la faveur desquelles tous les chefs de la Fronde organisent la résistance. Toute la noblesse de la province s'était jointe à elle.

### L'exil aux Pays-Bas espagnols (1653-1659)
La princesse dut se soumettre à la régente et à Mazarin en 1651[pas clair]. Elle rejoint alors son époux aux Pays-Bas espagnols avec son fils, lui donne alors deux enfants qui meurent en bas âge.
Le prince de Condé est alors au service de l'armée espagnole et combat à plusieurs reprises l'armée française, notamment Turenne.
Ils ne rentrent en grâce qu'après la fin de la guerre. Le traité des Pyrénées (1659) consacre dix articles (79 à 88) au cas du prince de Condé, qui, reconnaissant officiellement ses erreurs, va pouvoir rentrer en France et recouvrer ses biens, notamment Chantilly.

### Exclue de la cour de Condé à Chantilly (1660-1671)
Le couple revient à Paris en janvier 1660, mais va assez vite se séparer de nouveau.
Le prince de Condé, après avoir fait sa soumission au roi, reste en disgrâce et est écarté de toute fonction militaire ou politique. Il s'installe alors au château de Chantilly et se consacre à l'embellissement du domaine, notamment du parc et de ses pièces d'eau, tout en créant avec des invités de marque une vie culturelle notable, moins guindée que celle de Versailles.
Mais Claire-Clémence ne participe pas à la vie à Chantilly, par la volonté du prince : elle vit à l'hôtel de Condé, à Paris, au château de Saint-Maur en été.
Confinée dans une vie assez recluse, avec une compagnie limitée, elle va se trouver au centre d'un scandale, qui survient en janvier 1671.

### Le scandale et l'enfermement à Châteauroux (1671-1694)
En janvier 1671, la princesse est blessée à l'arme blanche, dans sa chambre, à Paris, en voulant s'interposer lors d'une violente altercation entre un de ses valets (ou « protégé », selon d'autres sources), nommé Duval, et un jeune noble, Jean-Louis de Bussy-Rabutin, cousin germain de la marquise de Sévigné. D'après la relation qu'en fait cette dernière, dans une lettre du 23 janvier 1671 à son cousin, le comte de Bussy-Rabutin, les deux antagonistes auraient eu les faveurs de la princesse, faveurs qui semblent avoir été la principale raison de la dispute. Cette interprétation jette le discrédit sur Claire-Clémence et sur la maison de Condé. Elle n'est pourtant pas attestée de façon certaine.
Asselineau, biographe de la princesse, doute de la réalité d'une liaison avec Duval, pourtant évoquée par de nombreux contemporains
Le résultat des investigations amène la condamnation de Duval aux galères, vraisemblablement pour s'être battu avec un gentilhomme, mais il meurt empoisonné avant d'atteindre Marseille, selon Maurepas. Jean-Louis de Bussy-Rabutin semble avoir été contraint à l'exil et s'installe en Transylvanie, où il va mener une carrière militaire.
Condé profite de ce scandale pour obtenir de Louis XIV une lettre de cachet à l'encontre de sa femme. Celle-ci est assignée à résidence à Châteauroux, un des fiefs du prince de Condé, au château Raoul, demeure assez austère où elle vit ensuite jusqu'à sa mort, pourtant postérieure à celle de Condé. Elle y est servie par un groupe limité de serviteurs, choisis pour éviter tout problème. Elle n'a pas le droit de sortir dans la campagne et les offices religieux ont lieu dans la chapelle du château, où le public n'est pas admis.
Après la mort du prince de Condé, l'enfermement de la princesse est confirmé par son propre fils Henri-Jules de Bourbon-Condé, qui en la circonstance se montre aussi cruel que son père.

## Descendance
- Henri-Jules de Bourbon-Condé (Paris, 29 juillet 1643–1er avril 1709)
- Louis, duc de Bourbon (Bordeaux, 20 septembre 1652–Bordeaux, 11 avril 1653)
- une fille au prénom inconnu (Breda, 1657-Paris, 28 septembre 1660)

## Titres
- 25 février 1628 – février 1641 : Mademoiselle de Brézé
- février 1641 – 26 décembre 1646 : Son Altesse Sérénissime Madame la duchesse d'Enghien
- 26 décembre 1646 – 11 novembre 1686 :  Son Altesse Sérénissime Madame la princesse de Condé (Madame la princesse)
- 11 novembre 1686 – 16 avril 1694 : Son Altesse Sérénissime Madame la princesse de Condé douairière (Madame la princesse douairière).

## La princesse de Condé dans les arts et la littérature
Claire-Clémence de Maillé est l'un des personnages principaux du roman La Guerre des femmes d'Alexandre Dumas (1845). Le romancier décrit sa fuite de Chantilly pendant la Fronde (aux alentours de 1650), avec le jeune duc d'Enghein, son fils, sous les yeux du baron de Canolles, envoyé de la régente Anne d'Autriche. L'histoire romanesque tourne autour d'une substitution des rôles entre la princesse et Claire de Cambes, dont Canolles est tombé amoureux quand celle-ci se faisait passer pour un homme, le vicomte de Canolles.